# بخش توکومه
منطقه توکوم (به اسپانیایی: Túcume District) یک سکونتگاه مسکونی در پرو است که در منطقه لامبایکه واقع شده‌است.

## خصوصیات
منطقه توکوم ۶۷ کیلومترمربع مساحت و ۲۰٬۹۵۱ نفر جمعیت دارد و ۴۳ متر بالاتر از سطح دریا واقع شده‌است.